# Deutscher Sportclub Arminia Bielefeld 1996-1997
Questa voce raccoglie le informazioni riguardanti il Deutscher Sportclub Arminia Bielefeld nelle competizioni ufficiali della stagione 1996-1997.

## Stagione
Nella stagione 1996-1997 l'Arminia Bielefeld, allenato da Ernst Middendorp, concluse il campionato di Bundesliga al 14º posto. In Coppa di Germania l'Arminia Bielefeld fu eliminato al secondo turno dall'Unterhaching.

## Rosa
| N. |                        | Ruolo | Calciatore        |
| -- | ---------------------- | ----- | ----------------- |
| 1  | Germania (bandiera)    | P     | Uli Stein         |
| 2  | Paesi Bassi (bandiera) | D     | Sonny Silooy      |
| 3  | Germania (bandiera)    | D     | Michael Molata    |
| 4  | Germania (bandiera)    | D     | Ralf Voigt        |
| 5  | Germania (bandiera)    | D     | Thomas Stratos    |
| 6  | Paesi Bassi (bandiera) | C     | Rob Maas          |
| 7  | Italia (bandiera)      | D     | Peter Quallo      |
| 8  | Germania (bandiera)    | C     | Jörg Reeb         |
| 9  | Germania (bandiera)    | A     | Fritz Walter      |
| 10 | Germania (bandiera)    | C     | Thomas von Heesen |
| 11 | Germania (bandiera)    | A     | Stefan Kuntz      |
| 12 | Germania (bandiera)    | C     | Ronald Maul       |
| 13 | Italia (bandiera)      | A     | Giuseppe Reina    |

| N. |                               | Ruolo | Calciatore           |
| -- | ----------------------------- | ----- | -------------------- |
| 14 | Germania (bandiera)           | C     | Heiko Gerber         |
| 15 | Germania (bandiera)           | C     | Jörg Bode            |
| 16 | Germania (bandiera)           | C     | Silvio Meißner       |
| 19 | Macedonia del Nord (bandiera) | A     | Josef Ivanović       |
| 21 | Croazia (bandiera)            | P     | Zdenko Miletić       |
| 22 | Germania (bandiera)           | D     | Johann Stenzel       |
| 23 | Inghilterra (bandiera)        | D     | Peter Hobday         |
| 26 | Germania (bandiera)           | C     | Matthias Breitkreutz |
| 28 | Germania (bandiera)           | A     | Uwe Fuchs            |
| 30 | Germania (bandiera)           | D     | Günther Schäfer      |
| 31 | Germania (bandiera)           | P     | Frederik Gößling     |
| 32 | Norvegia (bandiera)           | D     | Geirmund Brendesæter |
| 36 | Australia (bandiera)          | P     | Danny Milošević      |

## Organigramma societario
Area tecnica
- Allenatore: Ernst Middendorp
- Allenatore in seconda: Frank Geideck
- Preparatore dei portieri:
- Preparatori atletici:

## Calciomercato

### Sessione estiva
| Acquisti | Acquisti             | Acquisti              | Acquisti |
| R.       | Nome                 | da                    | Modalità |
| -------- | -------------------- | --------------------- | -------- |
| D        | Günther Schäfer      | Stoccarda             |          |
| C        | Matthias Breitkreutz | Hansa Rostock         |          |
| A        | Uwe Fuchs            | Millwall              |          |
| C        | Heiko Gerber         | Chemnitz              |          |
| A        | Stefan Kuntz         | Beşiktaş              |          |
| C        | Rob Maas             | Feyenoord             |          |
| C        | Silvio Meißner       | Chemnitz              |          |
| A        | Rainer Rauffmann     | Eintracht Francoforte |          |
| A        | Giuseppe Reina       | Wattenscheid 09       |          |
| D        | Sonny Silooy         | Ajax                  |          |
| D        | Johann Stenzel       | St. Pauli II          |          |

| Cessioni | Cessioni         | Cessioni        | Cessioni |
| R.       | Nome             | a               | Modalità |
| -------- | ---------------- | --------------- | -------- |
| C        | Armin Eck        | Hessen Kassel   |          |
| A        | Rainer Rauffmann | LASK            |          |
| A        | Ivajlo Andonov   | CSKA Sofia      |          |
| D        | René Dörfel      | Hessen Kassel   |          |
| D        | Frank Germann    | Hannover 96     |          |
| C        | Mike Schürmann   | Rot-Weiss Essen |          |
| A        | Ayhan Tumani     | Volendam        |          |
| A        | Angelo Vier      | Rot-Weiss Essen |          |

### Sessione invernale
| Acquisti | Acquisti             | Acquisti        | Acquisti |
| R.       | Nome                 | da              | Modalità |
| -------- | -------------------- | --------------- | -------- |
| P        | Danny Milošević      | Canberra Cosmos |          |
| D        | Geirmund Brendesæter | Brann           |          |

| Cessioni | Cessioni           | Cessioni        | Cessioni |
| R.       | Nome               | a               | Modalità |
| -------- | ------------------ | --------------- | -------- |
| C        | Peter Hobday       | Rot-Weiss Essen |          |
| A        | Stefan Studtrucker | Hessen Kassel   |          |

## Risultati

### Bundesliga

#### Girone di andata
| Mönchengladbach 16 agosto 1996, ore 20:00 CEST 1ª giornata | Borussia M'gladbach | 0 – 0 referto | Arminia Bielefeld | Bökelbergstadion (35 500 spett.)\| Arbitro: \| Malbranc \| |
| Arbitro:                                                   | Malbranc            |               |                   |                                                            |

| Arbitro: | Best |

|                 |           |                          |
| Studtrucker 86’ | Marcatori | 45’ Scharping 55’ Eigner |

| Arbitro: | Zerr |

|          |           |            |
| Jack 65’ | Marcatori | 58’ Molata |

| Arbitro: | Wagner |

|                |           |            |
| von Heesen 56’ | Marcatori | 65’ Hirsch |

| Arbitro: | Koop |

|           |           |  |
| Ziege 58’ | Marcatori |  |

| Arbitro: | Jansen |

|  |           |            |
|  | Marcatori | 44’ Sérgio |

| Arbitro: | Fandel |

|  |           |         |
|  | Marcatori | 16’ Max |

| Arbitro: | Aust |

|                                             |           |                      |
| Dundee 28’, 50’, 68’ Keller 43’ Schroth 59’ | Marcatori | 79’ Kuntz 82’ Gerber |

| Arbitro: | Albrecht |

|                              |           |              |
| Reeb 18’ Fuchs 76’ Kuntz 90’ | Marcatori | 68’ Labbadia |

| Arbitro: | Fleske |

|                            |           |                                    |
| Breitenreiter 6’ Bäron 37’ | Marcatori | 57’ Meißner 61’ (rig.) Breitkreutz |

| Arbitro: | Buchhart |

|                 |           |                                                   |
| Breitkreutz 53’ | Marcatori | 19’ Polster 49’ Schmidt 75’ Vlădoiu 89’ Gaißmayer |

| Arbitro: | Dardenne |

|                                                               |           |  |
| Júlio César 10’, 45’ Herrlich 54’ Tretschok 77’ Chapuisat 82’ | Marcatori |  |

| Arbitro: | Malbranc |

|                 |           |  |
| Breitkreutz 64’ | Marcatori |  |

| Arbitro: | Fandel |

|           |           |                                |
| Heldt 26’ | Marcatori | 40’ Molata 55’ Kuntz 90’ Reina |

| Arbitro: | Fleske |

|                    |           |  |
| Kuntz 2’ Reina 73’ | Marcatori |  |

| Arbitro: | Fröhlich |

|                                        |           |          |
| Akpoborie 14’, 55’ Beinlich 57’ (rig.) | Marcatori | 30’ Reeb |

| Arbitro: | Heynemann |

|                           |           |  |
| Breitkreutz 19’ Reina 68’ | Marcatori |  |

#### Girone di ritorno
| Arbitro: | Strampe |

|  |           |                    |
|  | Marcatori | 39’, 90’ Juskowiak |

| Arbitro: | Wagner |

|                           |           |                              |
| Pröpper 11’ Scharping 77’ | Marcatori | 34’ Reina 44’ Bode 58’ Kuntz |

| Arbitro: | Weber |

|                           |           |          |
| Meißner 43’, 45’ Maul 71’ | Marcatori | 84’ Wosz |

| Duisburg 8 marzo 1997, ore 15:30 CET 21ª giornata | Duisburg | 0 – 0 referto | Arminia Bielefeld | Wedaustadion (20 000 spett.)\| Arbitro: \| Zerr \| |
| Arbitro:                                          | Zerr     |               |                   |                                                    |

| Arbitro: | Dardenne |

|                |           |  |
| Kuntz 11’, 29’ | Marcatori |  |

| Arbitro: | Albrecht |

|            |           |  |
| Meijer 86’ | Marcatori |  |

| Gelsenkirchen 22 marzo 1997, ore 15:30 CET 24ª giornata | Schalke 04 | 0 – 0 referto | Arminia Bielefeld | Parkstadion (39 200 spett.)\| Arbitro: \| Aust \| |
| Arbitro:                                                | Aust       |               |                   |                                                   |

| Arbitro: | Wack |

|           |           |                   |
| Reina 57’ | Marcatori | 70’ Fink 90’ Carl |

| Arbitro: | Weber |

|                     |           |          |
| Herzog 17’ Bode 68’ | Marcatori | 11’ Reeb |

| Arbitro: | Merk |

|           |           |                  |
| Reina 13’ | Marcatori | 25’ Salihamidžić |

| Arbitro: | Malbranc |

|                          |           |                                           |
| Polster 48’ Andersen 64’ | Marcatori | 5’, 53’ Kuntz 17’ Maul 37’ Maas 74’ Reina |

| Arbitro: | Fandel |

|                          |           |  |
| Reina 5’ Breitkreutz 40’ | Marcatori |  |

| Arbitro: | Buchhart |

|                   |           |                     |
| Dobrovol'skij 40’ | Marcatori | 70’ Reina 78’ Kuntz |

| Arbitro: | Berg |

|                       |           |                     |
| Kuntz 14’, 82’ (rig.) | Marcatori | 7’, 25’, 54’ Bodden |

| Arbitro: | Kemmling |

|                     |           |          |
| Burić 43’ Zeyer 86’ | Marcatori | 27’ Maas |

| Arbitro: | Albrecht |

|                  |           |                                         |
| Kuntz 60’ (rig.) | Marcatori | 34’ Akpoborie 42’ Beinlich 52’ Barbarez |

| Arbitro: | Aust |

|                                  |           |                    |
| Hagner 22’, 68’, 86’ Verlaat 24’ | Marcatori | 33’ Kuntz 49’ Maul |

### Coppa di Germania
| Arbitro: | Hauer |

|                   |           |                                       |
| Krausz 31’ (rig.) | Marcatori | 29’ Stratos 40’ Meißner 86’ Rauffmann |

| Arbitro: | Kemmling |

|  |           |               |
|  | Marcatori | 75’ Radlspeck |

## Statistiche

### Statistiche di squadra
| Competizione      | Punti | In casa | In casa | In casa | In casa | In casa | In casa | In trasferta | In trasferta | In trasferta | In trasferta | In trasferta | In trasferta | Totale | Totale | Totale | Totale | Totale | Totale | DR |
| Competizione      | Punti | G       | V       | N       | P       | Gf      | Gs      | G            | V            | N            | P            | Gf           | Gs           | G      | V      | N      | P      | Gf     | Gs     | DR |
| ----------------- | ----- | ------- | ------- | ------- | ------- | ------- | ------- | ------------ | ------------ | ------------ | ------------ | ------------ | ------------ | ------ | ------ | ------ | ------ | ------ | ------ | -- |
| Bundesliga        | 40    | 17      | 7       | 2       | 8       | 23      | 22      | 17           | 4            | 5            | 8            | 23           | 32           | 34     | 11     | 7      | 16     | 46     | 54     | -8 |
| Coppa di Germania | -     | 1       | 0       | 0       | 1       | 0       | 1       | 1            | 1            | 0            | 0            | 3            | 1            | 2      | 1      | 0      | 1      | 3      | 2      | +1 |
| Totale            | 40    | 18      | 7       | 2       | 9       | 23      | 23      | 18           | 5            | 5            | 8            | 26           | 33           | 36     | 12     | 7      | 17     | 49     | 56     | -7 |

### Andamento in campionato
| Giornata  | 1  | 2  | 3  | 4  | 5  | 6  | 7  | 8  | 9  | 10 | 11 | 12 | 13 | 14 | 15 | 16 | 17 | 18 | 19 | 20 | 21 | 22 | 23 | 24 | 25 | 26 | 27 | 28 | 29 | 30 | 31 | 32 | 33 | 34 |
| --------- | -- | -- | -- | -- | -- | -- | -- | -- | -- | -- | -- | -- | -- | -- | -- | -- | -- | -- | -- | -- | -- | -- | -- | -- | -- | -- | -- | -- | -- | -- | -- | -- | -- | -- |
| Luogo     | T  | C  | T  | C  | T  | C  | C  | T  | C  | T  | C  | T  | C  | T  | C  | T  | C  | C  | T  | C  | T  | C  | T  | T  | C  | T  | C  | T  | C  | T  | C  | T  | C  | T  |
| Risultato | N  | P  | N  | N  | P  | P  | P  | P  | V  | N  | P  | P  | V  | V  | V  | P  | V  | P  | V  | V  | N  | V  | P  | N  | P  | P  | N  | V  | V  | V  | P  | P  | P  | P  |
| Posizione | 10 | 14 | 14 | 14 | 16 | 16 | 17 | 18 | 17 | 18 | 18 | 18 | 18 | 16 | 14 | 15 | 13 | 14 | 13 | 10 | 11 | 11 | 11 | 11 | 13 | 14 | 14 | 13 | 10 | 8  | 9  | 11 | 12 | 14 |

Legenda:

Luogo: C = Casa; T = Trasferta. Risultato: V = Vittoria; N = Pareggio; P = Sconfitta.

### Statistiche dei giocatori
| Giocatore      | Bundesliga | Bundesliga | Bundesliga  | Bundesliga | Coppa di Germania | Coppa di Germania | Coppa di Germania | Coppa di Germania | Totale   | Totale | Totale      | Totale     |
| Giocatore      | Presenze   | Reti       | Ammonizioni | Espulsioni | Presenze          | Reti              | Ammonizioni       | Espulsioni        | Presenze | Reti   | Ammonizioni | Espulsioni |
| -------------- | ---------- | ---------- | ----------- | ---------- | ----------------- | ----------------- | ----------------- | ----------------- | -------- | ------ | ----------- | ---------- |
| J. Bode        | 32         | 1          | 2           | 0          | 1                 | 0                 | 0                 | 0                 | 33       | 1      | 2           | 0          |
| M. Breitkreutz | 24         | 5          | 5           | 0          | 0                 | 0                 | 0                 | 0                 | 24       | 5      | 5           | 0          |
| G. Brendesæter | 13         | 0          | 0           | 0          | 0                 | 0                 | 0                 | 0                 | 13       | 0      | 0           | 0          |
| A. Eck         | 2          | 0          | 1           | 0          | 1                 | 0                 | 0                 | 0                 | 3        | 0      | 1           | 0          |
| U. Fuchs       | 15         | 1          | 2           | 1          | 0                 | 0                 | 0                 | 0                 | 15       | 1      | 2           | 1          |
| H. Gerber      | 15         | 1          | 1           | 1          | 1                 | 0                 | 1                 | 0                 | 16       | 1      | 2           | 1          |
| F. Gößling     | 0          | 0          | 0           | 0          | 0                 | 0                 | 0                 | 0                 | 0        | 0      | 0           | 0          |
| P. Hobday      | 11         | 0          | 0           | 1          | 1                 | 0                 | 1                 | 0                 | 12       | 0      | 1           | 1          |
| J. Ivanović    | 13         | 0          | 3           | 0          | 1                 | 0                 | 0                 | 0                 | 14       | 0      | 3           | 0          |
| S. Kuntz       | 33         | 14         | 9           | 0          | 2                 | 0                 | 0                 | 0                 | 35       | 14     | 9           | 0          |
| R. Maas        | 32         | 2          | 11          | 0          | 2                 | 0                 | 1                 | 0                 | 34       | 2      | 12          | 0          |
| R. Maul        | 27         | 3          | 3           | 0          | 1                 | 0                 | 0                 | 0                 | 28       | 3      | 3           | 0          |
| S. Meißner     | 33         | 3          | 6           | 0          | 1                 | 1                 | 0                 | 0                 | 34       | 4      | 6           | 0          |
| Z. Miletić     | 7          | 0          | 0           | 0          | 0                 | 0                 | 0                 | 0                 | 7        | 0      | 0           | 0          |
| D. Milošević   | 0          | 0          | 0           | 0          | 0                 | 0                 | 0                 | 0                 | 0        | 0      | 0           | 0          |
| M. Molata      | 11         | 2          | 1           | 1          | 1                 | 0                 | 0                 | 0                 | 12       | 2      | 1           | 1          |
| P. Quallo      | 2          | 0          | 0           | 0          | 0                 | 0                 | 0                 | 0                 | 2        | 0      | 0           | 0          |
| R. Rauffmann   | 4          | 0          | 0           | 0          | 1                 | 1                 | 0                 | 0                 | 5        | 1      | 0           | 0          |
| J. Reeb        | 32         | 3          | 4           | 1          | 2                 | 0                 | 0                 | 0                 | 34       | 3      | 4           | 1          |
| G. Reina       | 30         | 9          | 2           | 0          | 2                 | 0                 | 0                 | 0                 | 32       | 9      | 2           | 0          |
| G. Schäfer     | 22         | 0          | 5           | 0          | 0                 | 0                 | 0                 | 0                 | 22       | 0      | 5           | 0          |
| S. Silooy      | 20         | 0          | 4           | 0          | 2                 | 0                 | 0                 | 0                 | 22       | 0      | 4           | 0          |
| U. Stein       | 27         | 0          | 0           | 0          | 2                 | 0                 | 0                 | 0                 | 29       | 0      | 0           | 0          |
| J. Stenzel     | 0          | 0          | 0           | 0          | 0                 | 0                 | 0                 | 0                 | 0        | 0      | 0           | 0          |
| T. Stratos     | 27         | 0          | 3           | 0          | 2                 | 1                 | 0                 | 0                 | 29       | 1      | 3           | 0          |
| S. Studtrucker | 8          | 1          | 0           | 0          | 2                 | 0                 | 0                 | 0                 | 10       | 1      | 0           | 0          |
| R. Voigt       | 0          | 0          | 0           | 0          | 0                 | 0                 | 0                 | 0                 | 0        | 0      | 0           | 0          |
| F. Walter      | 3          | 0          | 0           | 0          | 0                 | 0                 | 0                 | 0                 | 3        | 0      | 0           | 0          |
| T. von Heesen  | 10         | 1          | 0           | 0          | 1                 | 0                 | 0                 | 0                 | 11       | 1      | 0           | 0          |